# Allygidius commutatus
Allygidius commutatus är en insektsart som beskrevs av Franz Xaver Fieber 1872. Allygidius commutatus ingår i släktet Allygidius och familjen dvärgstritar. Arten är reproducerande i Sverige. Inga underarter finns listade i Catalogue of Life.